# مروت
المَروت أو الماروت (بالإنجليزية: the Maruts)‏، و(بالسنسكريتية: मरुत)‏، يتماهون أحيانًا مع الرودرات المرتبطة برودرا؛ الماروت هم آلهة العاصفة وأبناء رودرا وبريسني. يتراوح عدد الماروت من 27 إلى ستين (ثلاث مرات ستين بحسب رغفيدا). إنهم عنيفون وعدوانيون للغاية، ويوصفون بأنهم مسلحون بأسلحة ذهبية مثل البرق والصواعق، ولديهم أسنان حديدية ويزأرون مثل الأسود، كما يقيمون في الشمال الغربي، كما يركبون في مركبات ذهبية تجرها خيول رودي. وفي الأساطير الفيدية، يعمل الماروت كرفاق لإندرا كفرقة من المحاربين الشباب.